# Liste d'associations françaises reconnues d'utilité publique
Pour les articles homonymes, voir Association reconnue d'utilité publique.
Cette liste recense une partie des associations reconnues d'utilité publique (ARUP) en France, celles qui sont l'objet d'un article sur Wikipédia, classées par ordre alphabétique.
Chaque année, une dizaine d'associations bénéficient en France de la reconnaissance d'utilité publique. Fin décembre 2019, on compte 1 864 associations de ce type.
Cette liste n’est pas exhaustive. La liste complète et à jour des associations reconnues d'utilité publique (par décret en Conseil d'État) est mise à jour trimestriellement sur le site data.gouv.fr.
- Haut – A
- B
- C
- D
- E
- F
- G
- H
- I
- J
- K
- L
- M
- N
- O
- P
- Q
- R
- S
- T
- U
- V
- W
- X
- Y
- Z

## A
- À chacun son Everest, décret du 23 décembre 2002 ;
- À cœur joie, décret du 18 juillet 1979 ;
- Académie d'agriculture de France (AAF), décret du 23 août 1878 ;
- Académie de Stanislas, décret du 21 juin 1864 ;
- Académie des jeux floraux, décret du 1er mars 1923 ;
- Académie des sciences, agriculture, arts et belles-lettres d'Aix, décret du 5 avril 1829 ;
- Académie des sciences, belles-lettres et arts de Savoie, décret du 14 juillet 1860 ;
- Académie lorraine des sciences (ALS), décret du 26 avril 1968 ;
- Académie nationale de Metz, décret du 5 septembre 1928 ;
- Action contre la faim (ACF), décret du 18 avril 1994 ;
- Action des chrétiens pour l'abolition de la torture (ACAT), décret du 19 octobre 1992 ;
- Aéro-Club de France, décret antérieur à 1965 ;
- Agronomes et vétérinaires sans frontières (AVSF), décret du 17 mai 1996 ;
- Aide et action France, décret du 1er août 2002 ;
- AIDES, décret du 9 août 1990 ;
- Alliance française de Paris, décret du 23 octobre 1896 ;
- Alliance nationale des YMCA France, décret du 27 novembre 1948 ;
- Les Amis du vieux Chinon, décret du 21 décembre 1916 ;
- Amitiés catholiques francophones dans le monde, décret du 14 février 1972 ;
- Amnesty International France (AIF), décret du 12 novembre 1987 ;
- APF France handicap, décret du 23 mars 1945 ;
- Association aéronautique et astronautique de France (3AF), décret du 21 décembre 1961 ;
- Association d'entraide de la noblesse française (ANF), décret du 29 juillet 1967 ;
- Association de la régie théâtrale, décret du 13 mars 1924 ;
- Association des bibliothécaires de France (ABF), décret du 12 avril 1969 ;
- Association des maires de France, décret du 22 juin 1933 ;
- Association des membres de l'ordre des Palmes académiques (AMOPA), décret du 26 septembre 1968 ;
- Association e-Enfance, décret du 19 avril 2010;
- Association du Monument de Notre-Dame de Lorette et de la Garde d'honneur de l'ossuaire, décret du 6 novembre 1963 ;
- Association européenne contre les leucodystrophies, décret du 13 novembre 1996 ;
- Association française contre les myopathies (AFM), décret du 26 mars 1976 ;
- Association française de normalisation (AFNOR), décret du 5 mars 1953 ;
- Association française des sclérosés en plaques (AFSEP), décret du 10 février 1967 ;
- Association générale des intervenants retraités (AGIRabcd), décret du 9 octobre 1983
- Association internationale des étudiants en sciences économiques et commerciales (AIESEC), décret du 31 mars 1967 ;
- Association nationale des croix de guerre et de la valeur militaire (ANCGVM), décret du 22 avril 1963 ;
- Association nationale des docteurs (ANDès), décret du 6 janvier 1975 ;
- Association pour l’emploi des cadres, ingénieurs et techniciens de l’agriculture (Apecita), décret du 24 juin 1961 ;
- Association pour le développement du mécénat industriel et commercial (Admical – entrepreneurs de mécénat), décret du 25 mars 1992 ;
- Association Valentin Haüy au service des aveugles et des malvoyants (AVH), décret du 1er décembre 1891 ;
- Aviation sans frontières, décret du 12 novembre 1993.

- Haut – A
- B
- C
- D
- E
- F
- G
- H
- I
- J
- K
- L
- M
- N
- O
- P
- Q
- R
- S
- T
- U
- V
- W
- X
- Y
- Z

## B
- Bureau de normalisation de l'aéronautique et de l'espace (BNAE), décret du 2 avril 1968.

- Haut – A
- B
- C
- D
- E
- F
- G
- H
- I
- J
- K
- L
- M
- N
- O
- P
- Q
- R
- S
- T
- U
- V
- W
- X
- Y
- Z

## C
- CARE France, décret du 14 octobre 2006 ;
- Centre d’entraînement aux méthodes d’éducation active (CEMEA), décret du 22 juillet 1966 ;
- Club du vieux manoir, décret du 8 juillet 1970 ;
- Club vosgien, décret du 30 décembre 1879 ;
- Comité du Vieux-Marseille, décret du 14 mars 1924 ;
- Comité catholique contre la faim et pour le développement (CCFD-Terre Solidaire), décret du 8 juin 1984 ;
- Comité français pour la solidarité internationale, décret 5 juin 1970 ;
- Comité mosellan de sauvegarde de l'enfance, de l'adolescence et des adultes, par arrêté préfectoral de la Moselle du 5 juin 1996 ;
- Comité national contre le tabagisme (CNCT), décret du 9 février 1977 ;
- Les Concerts de poche, décret du 5 juin 2015 ;
- Confédération musicale de France (CMF), décret du 2 janvier 1957 ;
- Confédération nationale des associations familiales catholiques, décret du 14 décembre 2004 ;
- Conférence Molé-Tocqueville, décret du 30 avril 1897 ;
- Croix-Rouge française, décret de 1945.

- Haut – A
- B
- C
- D
- E
- F
- G
- H
- I
- J
- K
- L
- M
- N
- O
- P
- Q
- R
- S
- T
- U
- V
- W
- X
- Y
- Z

## D
- La Demeure historique, décret du 29 janvier 1965 ;

## E
- Éclaireuses et éclaireurs de France (EEDF), décret de 6 août 1925 ;
- Éclaireuses et éclaireurs israélites de France (EEIF), décret du 18 novembre 1966 ;
- L'École à l'hôpital Marie-Louis Imbert, décret du 19 septembre 1978 ;
- École de la cause freudienne, décret du 5 mai 2006 ;
- Enfant d'Asie, décret du 10 décembre 2009 ;
- Électriciens sans frontières, décret du 23 mai 2013 ;
- l’Entente des générations pour l'emploi et l'entreprise (EGEE), décret du 12 avril 2013[2] ;
- ESS France, article 5 de la Loi sur l'économie sociale et solidaire[3].

- Haut – A
- B
- C
- D
- E
- F
- G
- H
- I
- J
- K
- L
- M
- N
- O
- P
- Q
- R
- S
- T
- U
- V
- W
- X
- Y
- Z

## F
- Familles de France, décret du 14 mai 1935 ;
- Familles rurales, décret du 18 février 2008 ;
- Fédération de l'Entraide protestante, décret du 19 février 1990 ;
- Fédération des associations de parents d’élèves des établissements d’enseignement français à l’étranger (FAPÉE), décret du 26 avril 1985 ;
- Fédération des aveugles et amblyopes de France, décret du 27 août 1921 ;
- Fédération des conseils de parents d'élèves (FCPE), décret du 2 août 1951 ;
- Fédération des parents d'élèves de l'enseignement public (PEEP), décret du 7 février 1962 ;
- Fédération française d'escrime, décret de 1891 ;
- Fédération française de généalogie (FFG), décret de 2017 ;
- Fédération française de la randonnée pédestre (FFRP), décret du 22 février 1971 ;
- Fédération française des banques alimentaires (FFBA), décret du 22 février 2023[réf. nécessaire] ;
- Fédération française des clubs alpins et de montagne (FFCAM), décret de 1882 ;
- Fédération française des diabétiques, décret du 7 décembre 1976 ;
- Fédération française des véhicules d'époque (FFVE), décret du 9 février 2009 ;
- Fédération française sports pour tous (FFSPT), décret de 1973 ;
- Fédération française de judo, jujitsu, kendo et disciplines associées  (FFJDA), décret du 2 août 1991 ;
- Fédération nationale d'aide aux insuffisants rénaux (FNAIR), décret du 8 mars 1991 ;
- Fédération nationale de protection civile (FNPC), décret du 11 novembre 1969 ;
- Fédération nationale des Francas, décret du 13 novembre 1991 ;
- Fédération nationale des sourds de France (FNSF), décret du 24 septembre 1982 ;
- Fédération Rhône-Alpes de protection de la nature (FRAPNA), décret du 21 juin 1984 ;
- Fédération sportive et culturelle de France (FSCF), décret du 31 mars 1932 ;
- Fédération UniAgro, décret du 10 août 1978 ;
- La Fonda, décret du 8 novembre 2010 ;
- France bénévolat, décret du 22 janvier 2010 ;
- France Nature Environnement (FNE), décret du 10 février 1976 ;
- FreeLens, décret du 9 mai 2011.

- Haut – A
- B
- C
- D
- E
- F
- G
- H
- I
- J
- K
- L
- M
- N
- O
- P
- Q
- R
- S
- T
- U
- V
- W
- X
- Y
- Z

## G
- Les Glénans, décret du 18 juin 1974 ;
- Grande Masse des Beaux-Arts (GMBA), décret du 12 janvier 1932.

- Haut – A
- B
- C
- D
- E
- F
- G
- H
- I
- J
- K
- L
- M
- N
- O
- P
- Q
- R
- S
- T
- U
- V
- W
- X
- Y
- Z

## H
- Habitat et humanisme, décret du 12 mars 2007 ;
- Handicap international, décret du 24 mars 1997 ;
- Handi'chiens, décret du 7 mars 2012 ;
- Hospitalor, arrêté du 23 juillet 1997 ;
- Humanité et biodiversité, décret du 18 avril 2005[4] ;
- Hygiène par l'exemple (HPE), décret du 4 juillet 1922.

- Haut – A
- B
- C
- D
- E
- F
- G
- H
- I
- J
- K
- L
- M
- N
- O
- P
- Q
- R
- S
- T
- U
- V
- W
- X
- Y
- Z

## I
- Ingénieurs et scientifiques de France (IESF), décret du 22 décembre 1860 ;
- Initiatives et changement, décret du 12 novembre 1968 ;
- Institut catholique de Lille, loi du 17 novembre 1941 ;
- Institut d'études occitanes, décret du 13 juillet 1949 ;
- Institut de la maison de Bourbon (IMB), décret du 23 avril 1997 ;
- Institut de relations internationales et stratégiques (IRIS), décret du 16 novembre 2009 ;
- Institut européen de coopération et de développement (IECD), décret du 12 mars 2010.

- Haut – A
- B
- C
- D
- E
- F
- G
- H
- I
- J
- K
- L
- M
- N
- O
- P
- Q
- R
- S
- T
- U
- V
- W
- X
- Y
- Z

## J
- Jeune chambre économique française (JCEF), décret du 10 juin 1976 ;
- Jeune-France de Cholet,décret du 7 mars 1979 ;
- Jeunesses musicales de France, décret du 27 mars 1980.

- Haut – A
- B
- C
- D
- E
- F
- G
- H
- I
- J
- K
- L
- M
- N
- O
- P
- Q
- R
- S
- T
- U
- V
- W
- X
- Y
- Z

## K
- Krousar Thmey France - Nouvelle famille, décret 1er août 1996.

- Haut – A
- B
- C
- D
- E
- F
- G
- H
- I
- J
- K
- L
- M
- N
- O
- P
- Q
- R
- S
- T
- U
- V
- W
- X
- Y
- Z

## L
- Lettre d'Amazonie, décret du 24 juillet 1979 ;
- Ligue de l'enseignement, décret du 31 mai 1930 ;
- Ligue de l'enseignement-Fédération de l'Aisne, décret du 23 février 1956 ;
- Ligue pour la protection des oiseaux (LPO), décret du 3 juillet 1986.
- Logis des Jeunes de Provence, décret du 31 décembre 1877.

- Haut – A
- B
- C
- D
- E
- F
- G
- H
- I
- J
- K
- L
- M
- N
- O
- P
- Q
- R
- S
- T
- U
- V
- W
- X
- Y
- Z

## M
- Maisons paysannes de France, décret du 20 mars 1985 ;
- Médecins du monde, décret du 24 janvier 1989 ;
- Médecins sans frontières (MSF), décret du 11 juin 1985 ;
- Mon Expert Budget (MEB), décrit du 01 Octobre 2022;
- Mountain Wilderness, décret du 17 septembre 2007 ;
- Mouvement du nid, décret du 8 septembre 1986 ;
- Mouvement Vie libre, décret du 27 mars 1963.

- Haut – A
- B
- C
- D
- E
- F
- G
- H
- I
- J
- K
- L
- M
- N
- O
- P
- Q
- R
- S
- T
- U
- V
- W
- X
- Y
- Z

## O
- Œuvre de secours aux enfants (OSE), décret du 14 septembre 1951 ;
- Œuvres hospitalières françaises de l'ordre de Malte (OHFOM), décret du 19 août 1928.

- Haut – A
- B
- C
- D
- E
- F
- G
- H
- I
- J
- K
- L
- M
- N
- O
- P
- Q
- R
- S
- T
- U
- V
- W
- X
- Y
- Z

## P
- La Prévention routière, décret du 3 mai 1955.

- Haut – A
- B
- C
- D
- E
- F
- G
- H
- I
- J
- K
- L
- M
- N
- O
- P
- Q
- R
- S
- T
- U
- V
- W
- X
- Y
- Z

## R
- Le Refuge, décret du 16 août 2011 ;
- Réseau des émetteurs français (REF), décret du 29 novembre 1952 ;
- Les Restos du cœur, décret du 7 février 1992.

- Haut – A
- B
- C
- D
- E
- F
- G
- H
- I
- J
- K
- L
- M
- N
- O
- P
- Q
- R
- S
- T
- U
- V
- W
- X
- Y
- Z

## S
- Saint-Hubert club de France, décret du 10 avril 1904 ;
- Le Scoutisme français, décret du 7 octobre 1948 ;
- Scouts et guides de France, décret du 13 août 1943 ;
- Scouts unitaires de France, décret du 26 septembre 1983 ;
- Secours catholique, décret du 25 septembre 1962 ;
- Secours populaire français, décret du 12 mars 1985 ;
- Sidaction, décret du 3 octobre 1998 ;
- Société académique d'agriculture, des sciences, arts et belles-lettres du département de l'Aube, décret du 15 février 1853 ;
- Société archéologique d'Eure-et-Loir (SAEL), décret du 14 juillet 1868 ;
- Société archéologique de Touraine, décret du 10 juin 1872 ;
- Société archéologique du Finistère, décret du 20 mars 1889 ;
- Société archéologique du Vendômois, décret du 15 mars 1877 ;
- Société archéologique et historique de l'Orléanais, décret du 8 février 1865 ;
- Société archéologique et historique de Nantes et de Loire-Atlantique, décret du 12 juillet 1929 ;
- Société archéologique, scientifique et littéraire de Béziers, décret du 12 décembre 1874 ;
- Société archéologique et historique de Vervins et de la Thiérache, décret du 3 juillet 1885 ;
- Société astronomique de France, décret du 4 avril 1897 ;
- Société botanique de France, décret du 17 août 1875 ;
- Société centrale canine pour l'amélioration des races de chiens en France, décret du 28 avril 1914 ;
- Société centrale d'agriculture de Seine-Maritime, décret du 18 septembre 1876 ;
- Société d'agriculture, lettres, sciences et arts de la Haute-Saône, décret du 17 février 1925 ;
- Société d'encouragement au progrès, décret du 25 mars 1925 ;
- Société d'encouragement pour l'industrie nationale, 1824, la plus vieille association reconnue d'utilité publique[5] ;
- Société d'horticulture de Franche-Comté, décret du 18 avril 1920 et arrêté du 10 novembre 2009[6] ;
- Société de géographie, ordonnance royale du 14 décembre 1827 ;
- Société de l'histoire et du patrimoine de l'ordre de Malte, décret du 28 octobre 2005 ;
- Société de linguistique de Paris (SLP), décret du 30 mars 1876 ;
- Société de mathématiques appliquées et industrielles (SMAI), décret du 2 juin 2015 ;
- Société de médecine de Paris, décret du 5 février 1878 ;
- Société de patronage des enfants pauvres de Lyon et de ses faubourgs, décret du 18 avril 1850 ;
- Société de Saint-Vincent-de-Paul, arrêté du 5 octobre 2010 ;
- Société des agriculteurs de France (Agridées), décret du 28 février 1872 ;
- Société des amis de Versailles, décret du 16 avril 1913 ;
- Société des Amis du Muséum national d'histoire naturelle et du Jardin des plantes, décret du 28 juillet 1926 ;
- Société des artistes français, décret du 11 mai 1883 ;
- Société des Cincinnati de France, décret du 20 juillet 1976 ;
- Société des gens de lettres (SGDL), décret du 10 décembre 1891;
- Société des ingénieurs de l'automobile, décret du 31 août 1959 ;
- Société des sciences, de l'agriculture et des arts de Lille, décret du 13 décembre 1862 ;
- Société des sciences historiques et naturelles de l'Yonne, décret du 14 janvier 1861 ;
- Société entomologique de France, décret du 23 août 1878 ;
- Société française de photographie, décret du 1er décembre 1892 ;
- Société française de physique, décret du 15 janvier 1881 ;
- Société française de statistique, décret du 3 décembre 1998 ;
- Société géologique de France, décret du 3 avril 1832 ;
- Société libre d'agriculture, sciences, arts et belles-lettres de l'Eure, décret du 11 juin 1832 ;
- Société libre d'émulation de la Seine-Maritime, décret du 28 avril 1851 ;
- Société linnéenne de Lyon, décret du 9 août 1937 ;
- Société mathématique de France (SMF), décret du 11 février 1888 ;
- Société nationale d'encouragement à l'agriculture, décret du 29 novembre 1923 ;
- Société nationale d'horticulture de France (SNHF), décret du 11 août 1855 ;
- Société nationale de protection de la nature (SNPN), décret du 26 février 1855 ;
- Société nationale de sauvetage en mer (SNSM), décret du 30 avril 1970 ;
- Société protectrice des animaux, décret du 22 décembre 1860 ;
- Société psychanalytique de Paris, décret du 8 août 1997 ;
- Société philanthropique, décret du 27 septembre 1839 ;
- Sol en si, décret du 5 juillet 1996 ;
- SOS Amitié France, décret du 15 février 1967 ;
- SOS Sahel, décret du 19 octobre 1984 ;
- SOS Villages d'enfants, décret du 8 mai 1969 ;
- Le Souvenir français, décret du 1er février 2006.

- Haut – A
- B
- C
- D
- E
- F
- G
- H
- I
- J
- K
- L
- M
- N
- O
- P
- Q
- R
- S
- T
- U
- V
- W
- X
- Y
- Z

## T
- Tulipe, décret du 14 novembre 1994.

- Haut – A
- B
- C
- D
- E
- F
- G
- H
- I
- J
- K
- L
- M
- N
- O
- P
- Q
- R
- S
- T
- U
- V
- W
- X
- Y
- Z

## U
- Union des amis et compagnons d'Emmaüs (UACE), décret du 20 décembre 1984 ;
- Union française des centres de vacances et de loisirs (UFCV), décret du 3 mai 1934 ;
- Union des Français de l'étranger (UFE), décret 11 décembre 1936 ;
- Union française de la jeunesse (UFJ), décret du 12 mai 1893 ;
- Union française pour le sauvetage de l'enfance (UFSE), décret du 28 février 1871 ;
- Union des œuvres françaises de saint Vincent de Paul (UOF), décret du 1er mai 1927 ;
- Union nationale des centres permanents d'initiatives pour l'environnement (UNCPIE), décret du 4 mars 1994 ;
- Union nationale des étudiants de France (UNEF), décret du 16 mai 1929 ;
- Union des fabricants pour la protection internationale de la propriété intellectuelle (Unifab), décret du 28 mai 1877 ;
- Union nationale des parachutistes (UNP), décret du 11 septembre 1978 ;
- Union nationale interprofessionnelle du cheval, décret du 9 juillet 1954 ;
- Union nationale des aveugles et déficients visuels (UNADEV), décret du 18 novembre 1929.

- Haut – A
- B
- C
- D
- E
- F
- G
- H
- I
- J
- K
- L
- M
- N
- O
- P
- Q
- R
- S
- T
- U
- V
- W
- X
- Y
- Z

## V
- Vaincre la mucoviscidose, décret du 12 juillet 1978 ;
- Vieilles maisons françaises, décret du 2 mai 1963 ;
- Les Vieilles Tiges, décret du 25 août 1926.

- Haut – A
- B
- C
- D
- E
- F
- G
- H
- I
- J
- K
- L
- M
- N
- O
- P
- Q
- R
- S
- T
- U
- V
- W
- X
- Y
- Z

## Y
- Yacht Club de France (YCF), décret du 30 juillet 1914.

- Haut – A
- B
- C
- D
- E
- F
- G
- H
- I
- J
- K
- L
- M
- N
- O
- P
- Q
- R
- S
- T
- U
- V
- W
- X
- Y
- Z